# Дмитрий Шостакович. Альтовая соната
«Дмитрий Шостакович. Альтовая соната» — документальный фильм режиссёров Семёна Арановича и Александра Сокурова, посвящённый композитору Дмитрию Шостаковичу. Чёрно-белый фильм снят в 1981 году на Ленинградской студии документальных фильмов и до 1986 года был запрещён к показу в СССР. После запрета авторской версии фильма (продолжительность 80 минут), были созданы две версии фильма: «Композитор Шостакович» (20 минут) и «Дмитрий Шостакович» (55 минут).

## Создание фильма
Уже начав работу над картиной, опытный режиссёр Семён Аранович пригласил Александра Сокурова, для которого фильм стал первой работой на ленинградской студии. Сокуров утверждает, что когда Аранович уже начал работать над фильмом, и был подготовлен литературный сценарий (сценарист Борис Добродеев), «группа ленинградских режиссёров сказала ему [Арановичу]: „Возьми вот этого Саню, он вольет тебе новой крови“. Он, посмотрев „Одинокий голос человека“, согласился. Тогда они стали меня уговаривать. Это был и Герман, и он, и Клепиков Юрий Николаевич». Изначально роль Сокурова ограничивалась монтажом фото- и кинохроники, но в процессе работы он стал создал композицию и эмоциональную структуру фильма. По словам Сокурова, тот занимался пластикой изображения, а Аранович — работой с документами, оба вместе занимались подбором музыки. Музыкальными консультантами картины стали композитор Кара Караев, музыковеды Софья Хентова и Манашир Якубов.
Власти запретили созданный в 1981 году, посчитав его антисоветским. Это было связано как с содержанием фильма, так и с тем, что в этот год сын Дмитрия Шостаковича Максим Шостакович по политическим мотивам не вернулся с зарубежных гастролей. Сокуров и директор киностудии Владилен Кузин безуспешно пытался предотвратить запрет, обращаясь к влиятельным композиторам. Некий неназываемый Сокуровым «очень известный ленинградский композитор», восхитился картиной, но затем пожаловался в обком партии на антисоветский фильм, о чём режиссёр узнал на одном из допросов в КГБ.
Узнав о принятом властями решении об изъятии в ближайшие часы из киностудии фильма и последующей смывке плёнки, Сокуров разрезал позитивную копию фильма с впечатанной оптической звуковой дорожкой на куски по 60-70 метров, и спрятал их в мусорных корзинах в трех мужских туалетах. Мастер-негатив и звуковая дорожка фильма были изъяты следователями и уничтожены, а сохранившуюся в мусорных корзинах копию Сокуров тайком вынес со студии на следующий день. Впоследствии фильм был восстановлен по сохранённому позитиву с некоторой потерей качества. Искусствовед Роял Браун находит в спасении разрезанного по частям фильма от цензуры сходство с судьбой Симфонии № 13 Шостаковича, оригинальная партитура которой была частями выслана американскому издателю.

## Содержание
В прологе фильма звучит песня «Родина слышит», сопровождая начальные титры на чёрном фоне, как, по словам музыкальной журналистки Майи Прицкер, «символ духовной силы, веры в будущее» и «эпиграф к рассказу» о композиторе.
В заключительной части фильма песня «Родина слышит» начинает звучать сразу после текста, обвиняющего композитора в формализме, и демонстрации постановления об исключении Шостаковича из консерватории — кульминация повествования о травле композитора в 1948 году. Этот фрагмент Прицкер приводит как пример характерного для фильма контрастного слома и лаконичной метафоры. Далее «Родина слышит» продолжает звучать в сопровождении оптимистичных кадров открывающегося шлюза, а сразу после завершения песни зачитывается постановление о праздновании юбилея Шостаковича в 1956 году, затем фильм рассказывает о чествовании композитора.

## Прокат и издания
Премьера состоялась в 1987 году, после чего фильм не демонстрировался до 2000 года. Фильм был отреставрирован в 2005 году, и подготовлен к показу к столетнему юбилею Шостаковича в 2006 году. В 2015 году издан на DVD.

## Оценки
Киновед Ереми Шанявский называет фильм одним из лучших среди документальных фильмов Сокурова, Михаил Ямпольский называет картину образцом монтажной виртуозности, а критик Александра Тучинская определяет фильм как «трагический реквием по уникальной судьбе творца, по творчеству, обреченному вызревать и реализовываться в сковывающих рамках государственной идеологии». Майя Прицкер отмечает биографическую неполноту картины, но называет фильм «событием в музыкально-биографическом кинематографе» и «очищающим прикосновением к великой душе и великой жизни» Шостаковича. Искусствовед Роял Браун высоко оценивает подбор музыки и кинохроники, но в то же время критикует фильм за сложность восприятия зрителями, незнакомыми с биографией композитора.

### Комментарии
1. ↑  Смывка эмульсии при утилизации киноплёнки для восстановления серебра[6][7]